# Bilheteria dos cinemas no Brasil em 1999
Lista com o público e a renda dos principais filmes lançados nos cinemas de todo o Brasil no ano de 1999.

## Arrecadação total
Contabiliza apenas filmes que estrearam em 1999.
| #  | Filme                                   | Faturamento   | Público   |
| -- | --------------------------------------- | ------------- | --------- |
| 1  | O Sexto Sentido                         | R$ 22 847 027 | 4 207 662 |
| 2  | Star Wars Episódio I: A Ameaça Fantasma | R$ 18 002 709 | 3 458 941 |
| 3  | Tarzan                                  | R$ 13 985 689 | 3 367 664 |
| 4  | A Múmia                                 | R$ 12 863 434 | 2 459 463 |
| 5  | Matrix                                  | R$ 10 668 463 | 2 056 190 |
| 6  | Pokémon - O Filme                       | R$ 9 430 832  | 1 809 124 |
| 7  | Um Lugar Chamado Notting Hill           | R$ 9 401 002  | 1 658 134 |
| 8  | Noiva em Fuga                           | R$ 9 223 370  | 1 719 125 |
| 9  | A Vida é Bela                           | R$ 8 751 544  | 1 593 756 |
| 10 | Xuxa Requebra                           | R$ 8 139 786  | 2 072 826 |
| 11 | Toy Story 2                             | R$ 8 067 418  | 1 832 468 |
| 12 | Shakespeare Apaixonado                  | R$ 7 798 446  | 1 450 121 |
| 13 | Fim dos Dias                            | R$ 7 975 289  | 1 548 599 |